# Розетський камінь
Розетський камінь — гранодіоритова стела, що її 1799 року знайшла французька армія Наполеона. На ній висічено три версії указу мемфіських жерців, виданого в Мемфісі (Єгипет) 196 року до н. е., за часів правління династії Птолемеїв від імені царя Птолемея V. Верхній і середній написи зроблено давньоєгипетською мовою, відповідно, давньоєгипетськими ієрогліфами (священною мовою жерців) і демотичним письмом (поширеним у тодішню епоху скорописом); а нижній напис зроблено однією з давньогрецьких мов — койне. Існують лише незначні відмінності між трьома версіями указу, тож Розетський камінь став ключем до розшифрування єгипетських ієрогліфів і цим відкрив вікно в історію Стародавнього Єгипту.
Вважають, що цей камінь, висічений в елліністичний період, спочатку був виставлений у храмі, можливо, в сусідньому Саїсі. Його, ймовірно, перевезли в пізній античності або в мамелюцький період і зрештою використали як будівельний матеріал під час будівництва Форту Жюльєн поблизу містечка Розетта (нині Рашид), що в дельті Нілу, неподалік від Александрії. У липні 1799 року, під час наполеонівської кампанії в Єгипті, його заново відкрив французький лейтенант П'єр-Франсуа Бушар. Це був перший давньоєгипетський двомовний напис віднайдений у наш час, і він викликав широкий суспільний інтерес завдяки перспективам розшифрувати раніше неперекладену ієрогліфічну мову. Літографічні копії та муляжі почали поширювати серед європейських музеїв і вчених. Британці перемогли французів і, після капітуляції Олександрії 1801 року, привезли камінь до Лондона. Починаючи з 1802 року, майже безперервно, він доступний широкому загалові в Британському музеї і є там найвідвідуванішим експонатом.
Вивчення указу вже тривало, коли 1803 року з'явився перший повний переклад грецького тексту. 1822 року Жан-Франсуа Шампольйон оголосив про транслітерацію єгипетських писемностей. Утім, минув ще деякий час, перш ніж науковці научились упевнено читати єгипетські написи та літературу. Головними кроками на шляху до розшифрування були: визнання, що камінь пропонує три версії одного й того самого тексту (1799); що в демотичному тексті іноземні імена записано фонетичними символами (1802); що ієрогліфічний текст має таку саму особливість і глибинно подібний до демотичного (Томас Юнг, 1814); і що фонетичні символи вжито не лише для іноземних імен, але й для запису рідних єгипетських слів (Шампольон, 1822—1824).
Згодом виявлено три інші фрагментарні копії цього ж указу. Крім того, нині відомі й інші подібні єгипетські двомовні або тримовні написи, зокрема два укази Птолемеїв, що йому передували (указ Канопуса 238 р. до н. е., і Мемфіський указ Птолемея IV, бл. 218 до н. е.). Отже, Розетський камінь більше не є унікальним, але він був необхідним ключем до сучасного розуміння давньоєгипетської літератури та цивілізації. Термін Розетський камінь нині вживають в інших контекстах, щоб позначити необхідний ключ до нової галузі знань.

## Опис
У тогочасному каталозі предметів, які виявила французька експедиція й 1801 року передала англійським військам, Розетський камінь значиться як «чорний камінь гранодіорит, що має три написи… знайдений у Розетті». Через деякий час після прибуття каменя до Лондона написи на ньому пофарбовано білою крейдою, щоб зробити їх розбірливішими, а решту поверхні покрито шаром карнаубського воску, щоб захистити артефакт від пальців відвідувачів. Це надало каменю темного кольору, внаслідок чого його потім помилково ідентифікували як чорний базальт. 1999 року нашарування зняли, тоді відкрилися оригінальний темно-сірий відтінок каменя, блиск його кристалічної структури і рожева жила, що перетинає верхній лівий кут. Порівняння з єгипетськими зразками гірських порід у колекції Клема засвідчило близьку подібність до породи з невеликої гранодіоритової каменоломні в Гебель Тінгар на Західному березі Нілу, в регіоні Асуан, що на захід від Елефантини. Така рожева жила є типовою для гранодіориту з цього регіону.
Розетський камінь має висоту 1123 мм у своїй найвищій точці, ширину 757 мм і товщину 284 мм, важить приблизно 760 кг. Має три написи: верхній з них записаний давньоєгипетськими ієрогліфами, середній — єгипетським демотичним письмом, а нижній — давньогрецькою мовою. Лицьова поверхня відполірована, і написи на ній висічені неглибоко. Правий і лівий боки каменя гладкі, але задній бік оброблений грубо, імовірно тому, що після встановлення його не мало бути видно.

### Первісний вигляд стели

Одна з можливих реконструкцій первісного вигляду стели

Розетський камінь є фрагментом більшої стели. Жодних додаткових уламків під час подальших пошуків на тому місці не знайдено. Через пошкодження жоден з трьох текстів не є абсолютно повним. Верхній напис, що складається з єгипетських ієрогліфів, постраждав найбільше. Можна побачити лише 14 останніх рядків ієрогліфічного тексту; з правого краю жодного рядка не вціліло, а з лівого - залишилось два. Наступний напис, з демотичним текстом, зберігся найкраще; він складається з 32 рядків, з яких перші 14 мають невеликі пошкодження з правого краю. Останній напис, з грецьким текстом, містить 54 рядки, з яких перші 27 збереглися в повному обсязі; решта - дедалі коротшими уривками внаслідок діагонального зламу в правому нижньому куті каменя.
| O26 |

## Мемфіський указ і його контекст
Текст на камені являє собою подяку, яку 196 до н. е. єгипетські жерці адресували Птолемею V Епіфану, черговому монарху з династії Птолемеїв. Початок тексту:
|  | Новому царю, який отримав царство від батька ... |

В елліністичний період було багато схожих документів, написаних двома чи трьома мовами, що згодом допомогло лінгвістам у вивченні зниклих мов.
Стелу звели після коронації царя Птолемея V. На ній написано указ, яким встановлено божественний культ нового правителя. Указ видав з'їзд жерців, що зібралися в Мемфісі. Дата значиться як «4 Xandicus» за давньомакедонським календарем і «18 мехіра» за єгипетським календарем, що відповідає 27 березня 196 року до нашої ери. Вказано, що це дев'ятий рік царювання Птолемея (відповідає 197/196 до н. е.), і це підтверджують імена чотирьох жерців, які служили в той рік. Аетус син Аетуса був жерцем божественних культів Александра Македонського, а також Птолемея V і чотирьох його попередників. Троє його колег проводили богослужіння, відповідно, Береніці II (дружина Птолемея III), Арсіної II (дружина і сестра Птолемея II) і Арсіної III (мати Птолемея V). Проте, у грецькому та ієрогліфічному текстах подано ще й другу дату, 27 листопада 197 року до н. е., - офіційну річницю коронації Птолемея. Напис демотичним письмом суперечить цьому, реєструючи вихід указу і ювілей послідовними днями в березні. Невідомо, звідки взялися ці розбіжності, але безперечно, що указ вийшов 196 р. до н. е. і що його підготовлено для відновлення влади царів Птолемеїв над Єгиптом.
Видання указу припадає на бурхливий період в історії Єгипту. Птолемей V Епіфан, який правив від 204 до 181 р. до н. е., був сином Птолемея IV Філопатора і його дружини та сестри Арсіної. Він став правителем у п'ять років після раптової смерті обох батьків, яких вбито внаслідок змови. У ній, за даними тогочасних джерел, взяла участь коханка Птолемея IV Агатоклея. Змовники фактично правили Єгиптом як опікуни Птолемея. Утім, два роки по тому спалахнуло повстання під проводом Тлеполема, під час якого юрмище в Александрії лінчувало Агатоклею разом з її родиною. Своєю чергою 201 р. до н. е. Арістомен з Алізеї змінив Тлеполема на посаді опікуна. Саме він і був головним міністром на час виходу Мемфіського указу.
Політичні сили за межами Єгипту поглибили внутрішні проблеми царства Птолемеїв. Антіох III Великий і Філіпп V Македонський уклали союз з метою поділити заморські володіння Єгипту. Філіпп захопив кілька островів і міст Карії та Фракії, а після Битви під Паніумом (198 р. до н. е.) Келесирія, зокрема Юдея, перейшла від Птолемеїв до Селевкідів. Тим часом, на півдні Єгипту тривав давній бунт, що розпочався під час царювання Птолемея IV, який очолювали спочатку Хугронафор, а потім Анхвеннефер. І війна, і заколот ще тривали, коли 12-річного Птолемея V офіційно коронували в Мемфісі (через сім років після початку його правління) і видали Мемфіський указ.

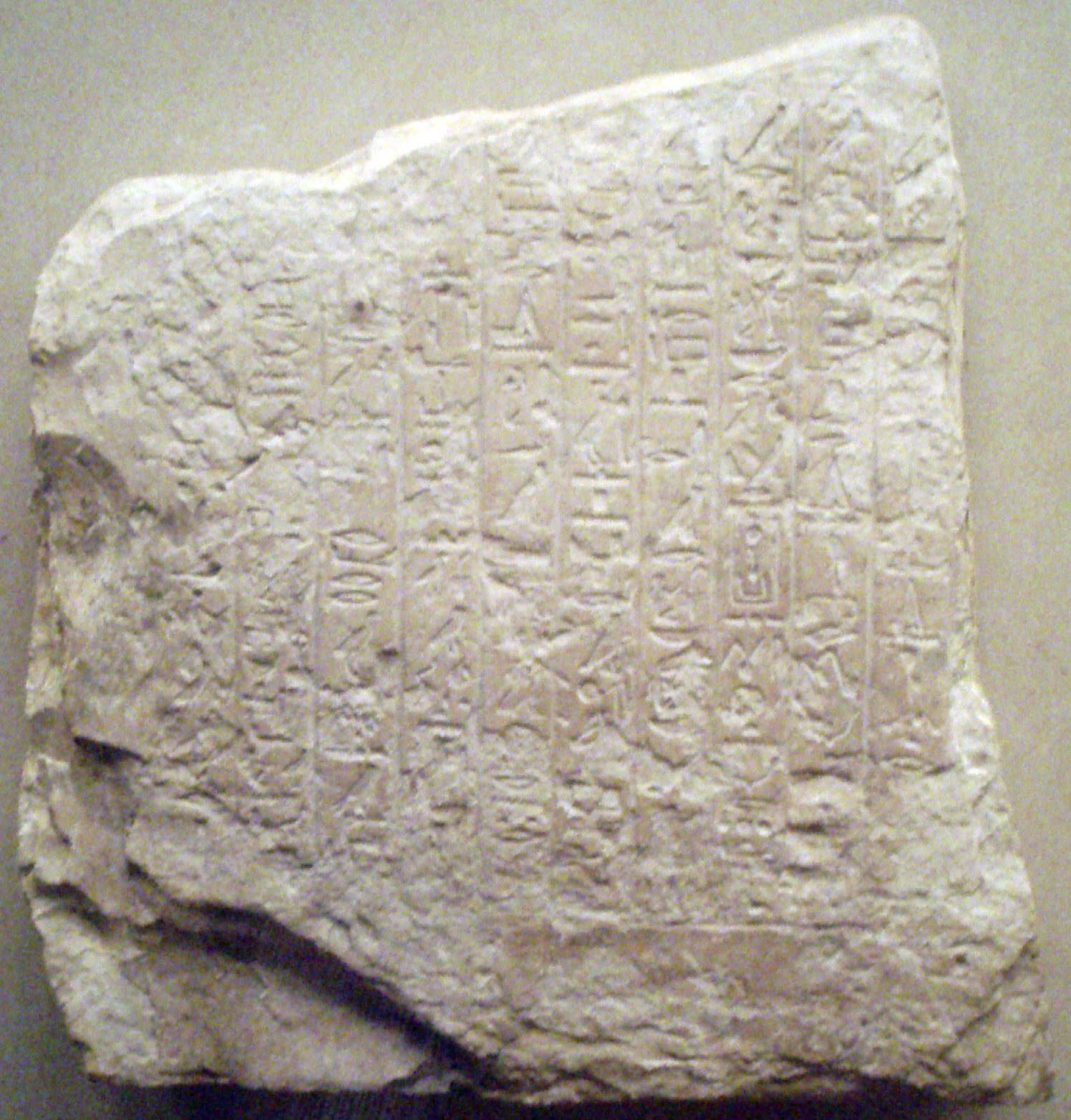
Інший фрагментарно збережений взірець «стели дарування», на якій фараон Стародавнього царства Пепі II Коптський указ жерців храму Міна.

Лише за часів Птолемеїв у Єгипті стели такого типу встановлювали з ініціативи храмів, а не царя. У попередній період фараонів було нечувано, щоб хтось, крім самих божественних правителів, ухвалював загальнодержавні рішення: навпаки, такий спосіб вшанування царя був характерним для грецьких міст. Цар не сам виголошував панегірик на свою честь, а його прославляли й обожнювали підданці, або представники підданців. В указі записано, що Птолемей V підносить храмам дар у вигляді срібла і зерна. У ньому ще сказано, що на восьмий рік його правління стався особливо сильний розлив Нілу, й надлишок води він направив на користь землеробів. В обмін на ці поступки жрецтво пообіцяло, що дні народження й коронації відзначатимуть щорічно, і що всі жерці Єгипту на додаток до інших богів служитимуть також і йому. Указ завершується вказівкою на те, що копії мають бути розміщені в усіх храмах, вирізьблені «мовою богів» (ієрогліфи), «мовою документів» (демотичне письмо), і «мовою греків», яку вживав уряд Птолемеїв.
Щоб мати реальну владу над населенням, Птолемеям було важливо здобути прихильність жрецтва. Особливо це стосується верховних жерців у Мемфісі, де коронували царя, бо вони були найвищими релігійними авторитетами того часу і мали вплив у всьому царстві. Про бажання молодого царя заручитися підтримкою жерців свідчить і те, що указ вийшов у Мемфісі, давній столиці Єгипту, а не Александрії, звідки правили самі Птолемеї. Хоча після завоювань Александра Македонського мовою уряду Єгипту була грецька, але Мемфіський указ, як і три попередні подібні укази, містив ще й тексти єгипетською мовою, щоб через освічене єгипетське жрецтво показати зв'язок уряду з населенням.
Універсальний переклад указу неможливий не лише через те, що знання давніх мов постійно вдосконалюється, а й через певні незначні відмінності між трьома первісними текстами. Старі переклади, Волліса Баджа (1904, 1913) і Едвіна Бівена (1927), тепер вже застаріли, в чому можна переконатися, порівнявши їх з основаним на демотичному тексті нещодавнім перекладом Р. С. Сімпсона чи сучасними перекладами всіх трьох версій тексту, опублікованими 1989 року Quirke and Andrews.
Стела майже напевне не походить з міста Рашид (Розетта), де її знайшли, а, ймовірніше, прибула з храмового місця в глибині суходолу, можливо, царського міста Саїс. Храм, з якого вона походить, імовірно, закрито близько 392 р. н. е., коли імператор Східної Римської імперії Феодосій I наказав закрити всі нехристиянські храми. У якийсь момент первісна стела розкололась, а її найбільший уламок це і є Розетський камінь. Стародавні єгипетські храми слугували матеріалом для нового будівництва, і Розетський камінь, можливо, повторно використали саме в такий спосіб. Згодом його помістили у фундамент фортеці, побудованої за мамелюкського султана Кайтбея (бл. 1416/18–1496), призначеної для захисту нільського рукава Болбітін у Рашиді. Він лежав там ще принаймні три століття, аж поки його виявили французькі солдати.
Після відкриття Розетського каменя знайдено ще три написи з тим самим Мемфіським указом: стелу Нубайра, стелу з Елефантини і Нуб Таха, напис у храмі на острові Філи (на обеліску). На відміну від Розетського каменя, ієрогліфічні тексти цих копій указу відносно збереглися. Розетський камінь розшифрували задовго до того, як знайшли їх, але завдяки їм єгиптологи, зокрема Волліс Бадж, пізніше уточнювали втрачений ієрогліфічний текст Розетського каменя.

## Віднайдення

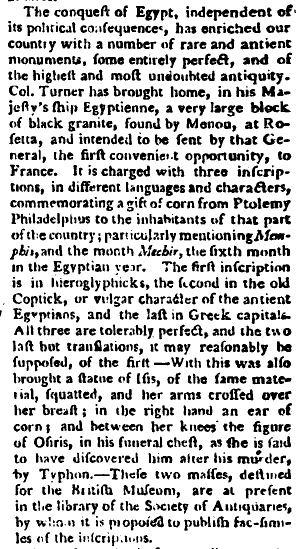
Звіт у The Gentleman's Magazine про прибуття Розетського каменя до Англії, 1802

Єгипетська кампанія Наполеона 1798 року спричинила сплеск єгиптоманії в Європі, а особливо Франції. Група зі 167 технічних фахівців (учених), знана як Комісія з Науки і мистецтв супроводжувала французьку експедиційну армію в Єгипет. 15 липня 1799 року французькі солдати під командуванням полковника д'Отпуля зміцнювали оборонні споруди Форту Жюльєн за кілька миль на північний схід від єгипетського портового міста Розетта (нині Рашид). Лейтенант П'єр-Франсуа Бушар помітив плиту з написом на одному боці, яку виявили солдати. Він і д'Отпуль одразу ж зрозуміли, що це мабуть щось важливе, і повідомили генералові Жакові-Франсуа Мену, який тоді був у Розетті[A]. Про знахідку повідомили Інститут Єгипту - новоспечену наукову асоціацію Наполеона в Каїрі. У своїй доповіді член Комісії Мішель-Анж Ланкре зазначив, що вона містить три написи, з яких перший ієрогліфами, а третій грецькою, і правильно припустив, що ці три написи є версіями одного й того самого тексту. Доповідь Ланкре, датовану 19 липня 1799, зачитали на засіданні Інституту тільки після 25 липня. Тим часом Бушар перевіз камінь до Каїра, аби його вивчали науковці. Перш ніж у серпні 1799 року повернутися до Франції, Наполеон особисто оглянув Розетський камінь, який уже почали називати la Pierre de Rosette.
У вересні про це відкриття повідомила офіційна газета французької експедиції Courrier de l'Égypte. Анонімний репортер висловив сподівання, що одного дня камінь стане ключем до розшифрування ієрогліфів[A]. 1800 року троє технічних експертів комісії розробили способи створення копій текстів на камені. Одним із цих експертів був Жан-Жозеф Марсель, друкар і талановитий лінгвіст, якого вважають першим, хто визначив, що середній текст написано єгипетським демотичним письмом, рідко вживаним для кам'яних написів і рідко баченим тогочасними науковцями, а не сирійською мовою, як думали спочатку. Художник і винахідник Ніколя Жак Конте винайшов спосіб відтворити напис, використавши сам камінь як друкарську форму. Антуан Галлан застосував дещо інший метод. Генерал Чарльз Дюгуа привіз відбитки до Парижа. Науковці у Європі тепер могли бачити написи й спробувати їх прочитати.
Після відбуття Наполеона французькі війська ще впродовж 18 місяців стримували британські та османські напади. У березні 1801 року англійці висадилися в затоці Абукир. Мену тепер командував французькою експедицією. Його війська, зокрема Комісія, маршували на північ, у бік Середземного моря, назустріч ворогові. Камінь вони везли з собою, як і багато інших старожитностей. Мену зазнав поразки в битві, а залишки його армії відступили в Александрію, де їх оточили й обложили. Мену здався 30 серпня.

## Перехід з французької в британську власність

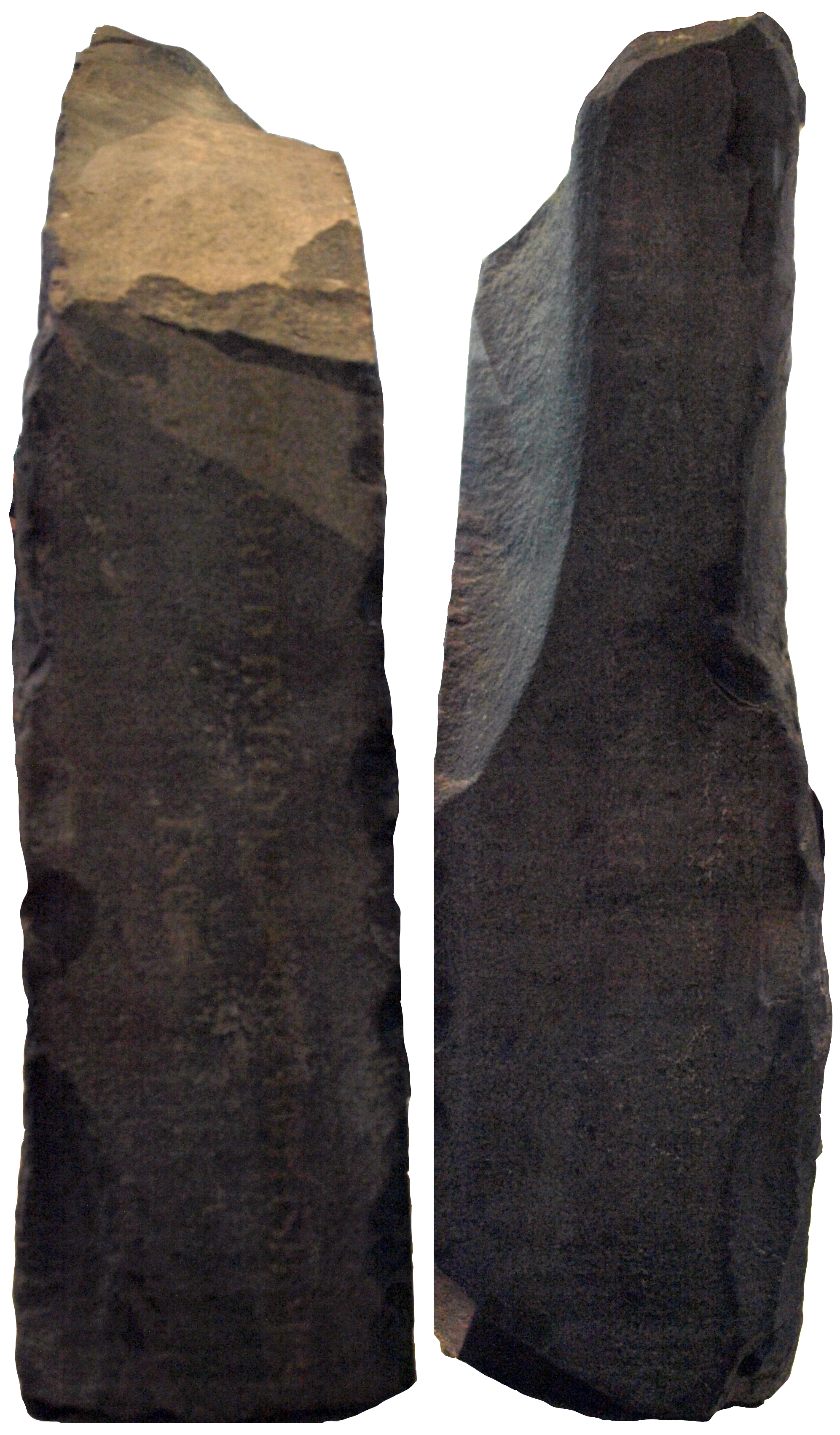
Лівий і правий боки Розетського каменя з написами англійською мовою, в яких ідеться про те, як англійські війська його відібрали у французів

Після капітуляції виник спір про долю французьких археологічних і наукових відкриттів у Єгипті, зокрема артефактів, біологічних зразків, записок, планів і малюнків, зібраних членами комісії. Мену відмовлявся передати їх, твердячи, що вони належать інституту. Британський генерал Джон Гелі-Гатчінсон відмовлявся звільнити місто, поки Мену не поступиться. Науковці Кларк Едвард Денієл і Вільям Річард Гамільтон, які нещодавно прибули з Англії, погодились вивчити зібрання в Александрії й заявили, що знайшли багато артефактів, про які французи не призналися. У листі додому Кларк написав, що «ми знайшли в них набагато більше, ніж вони казали а ми уявляли».
Гатчінсон заявив, що всі матеріали належать британській короні, на що французький науковець Етьєн Жоффруа Сент-Ілер відповів Кларку і Гамільтону, що французи радше спалять всі свої відкриття, ніж віддадуть їх, зловісно натякаючи на знищення Александрійської бібліотеки. Кларк і Гамільтон поклопотали про справу французьких вчених перед Гатчінсоном, який, зрештою, погодився з тим, що такі елементи, як зразки природничої історії, це приватна власність науковців. Мену одразу ж заявив, що камінь це теж його приватна власність. Гатчінсон так само усвідомлював унікальну цінність каменя й відхилив заяву Мену. У підсумку досягнуто домовленість, і передачу об'єктів внесено до тексту капітуляції Александрії, підписаного представниками Британської, Французької та Османської армій.
Не зовсім зрозуміло, як саме камінь перейшов у руки Великої Британії, позаяк тогочасні звіти розбігаються. Полковник Томкінс Гілгров Тернер мав супроводжувати його до Англії, але пізніше він твердив, що особисто забрав його в Мену і відвіз на передку гармати. У набагато докладнішій розповіді Едвард Деніел Кларк твердив, що французький «офіцер і член Інституту» відвів його самого, його учня Джона Кріппса й Гамільтона потайки в закуток за резиденцію Мену й показав камінь, прихований під захисними килимами серед багажу Мену. Зі слів Кларка, їхній інформатор боявся, що камінь можуть вкрасти, якщо французькі солдати його побачать. Гатчінсонові одразу ж повідомили, а камінь забрали — можливо, це зробив Тернер на своєму передку гармати.
Тернер привіз камінь до Англії на борту захопленого Французького фрегата Egyptienne, який прибув до Портсмута в лютому 1802 року. Він віддав наказ представити цю та інші старожитності королю Георгові III. Король, представником якого був державний секретар у справах війни та колоній лорд Гобарт, наказав помістити його в Британський музей. Зі слів Тернера, він і Гобарт погодилися з тим, що камінь має спочатку постати перед науковцями в Лондонському товаристві старожитностей, членом якого був сам Тернер, перед тим як остаточно розмістити його в музеї. Там його вперше оглянули і обговорили на засіданні 11 березня 1802 року[B][H].

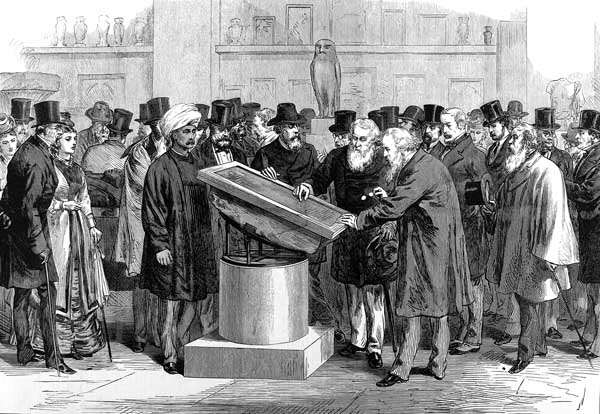
Експерти оглядають Розетський камінь під час Другий Міжнародний конгрес сходознавців, 1874

1802 року в товаристві створено чотири гіпсові зліпки з написів, які надійшли в університети Оксфорда, Кембриджа та Единбурга, а також у Трініті-коледж у Дубліні. Незабаром написи роздруковано і розіслано серед європейських науковців[E]. До кінця 1802 року камінь передали в Британський музей, де він перебуває й донині. Нові написи, зроблені білим кольором на лівому і правому боках плити, повідомляють, що «1801 року його захопила в Єгипті британська армія» і «його представив король Георг III»..
Починаючи з червня 1802 року камінь майже безперервно виставлений у Британському музеї. у середині 19-го століття він одержав інвентарний номер «EA 24», де «EA» означає «єгипетські старожитності». Належав до колекції давньоєгипетських пам'яток, захоплених у французької експедиції, зокрема саркофагу Нектанеба II (EA 10), статуї верховного жерця Амона (EA 81) і великого гранітного кулака (EA 9). Невдовзі стало помітно, що артефакти надто важкі для підлоги Монтагю-Хаус (первісна будівля британського музею), і їх перенесли в нове приміщення, яке прибудували до маєтку. Розетський камінь перенесли до галереї скульптур у 1834 році, невдовзі після того, як Монтегю-Хаус знесли й замінили на будівлю, в якій нині розміщений Британський музей. Згідно з музейними записами, Розетський камінь є його найвідвідуванішим експонатом, а його просте зображення - найпродаваніша листівка музею впродовж кількох десятиліть.

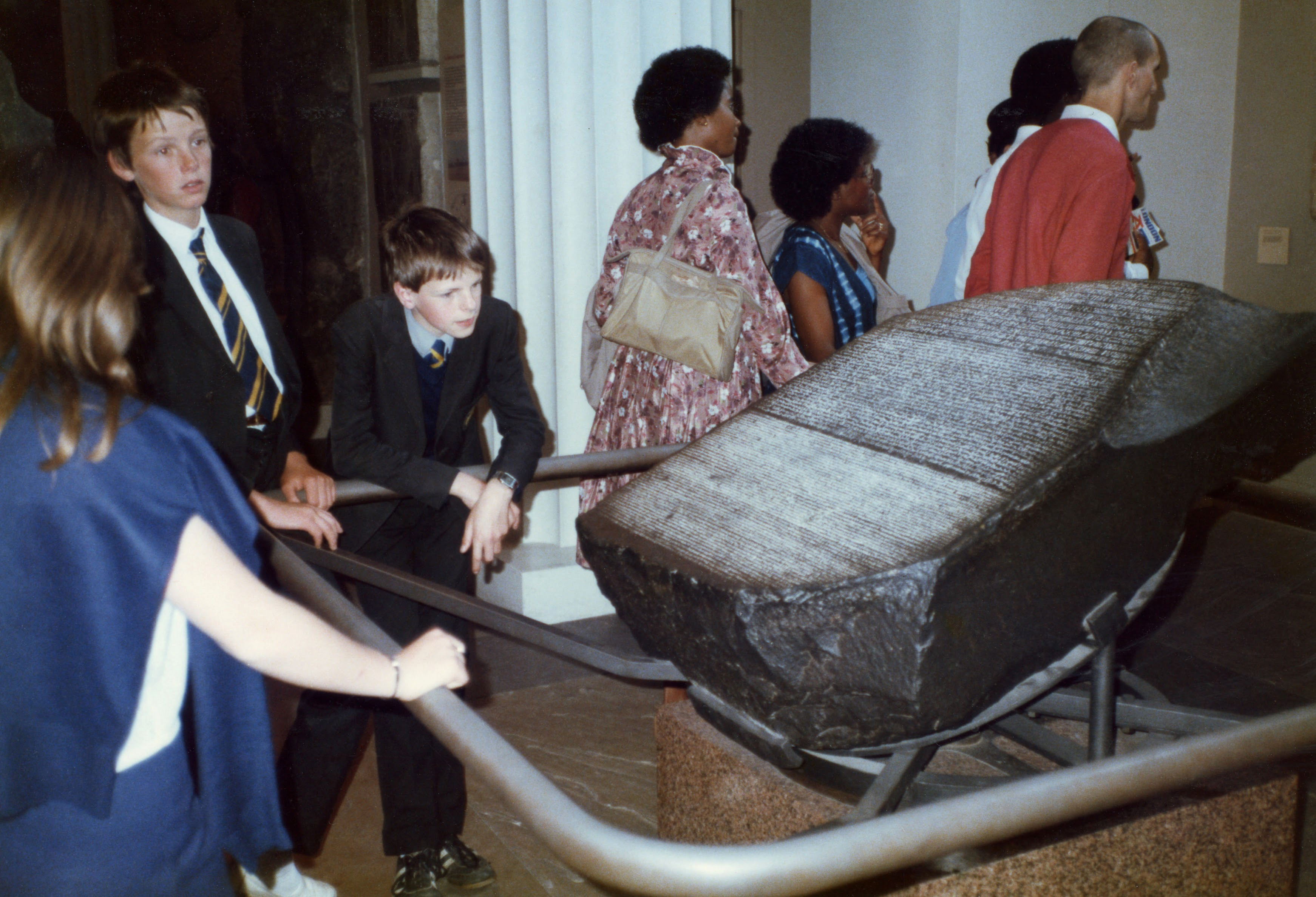
Опікуни Британського музею оглядають Розетський камінь, як він був виставлений у 1985 році

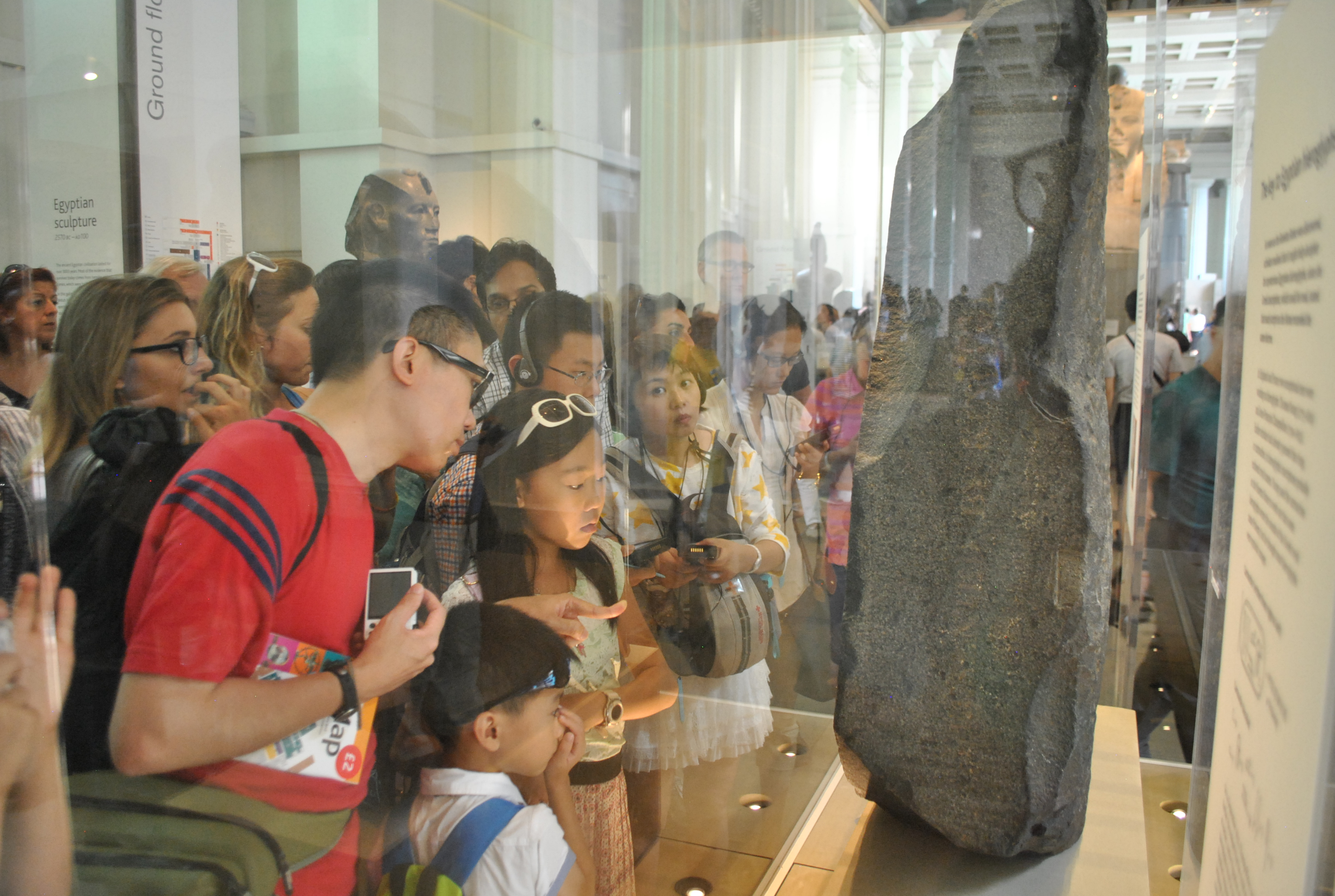
Натовп відвідувачів оглядає Розетський камінь у Британському музеї

Розетський камінь спочатку був виставлений під невеликим кутом до горизонталі і впирався в металевий утримувач, який було зроблено спеціально для нього. Для цього на його боках зробили крихітні жолобки, щоб забезпечити надійне припасування утримувача. Спочатку він не мав захисного покриття, але 1847 року, попри наявність наглядачів, було вирішено помістити його в захисний каркас, щоб вберегти від доторків відвідувачів. Від 2004 року захищений камінь виставлений у спеціально побудованій оболонці в центрі Галереї єгипетських скульптур. Копія Розетського каменя тепер доступна в Королівській бібліотеці Британського музею, без чохла і з правом вільно торкатися, як його бачили відвідувачі на початку 19-го століття.
1917 року музей був стурбований важкими бомбардуваннями Лондона наприкінці Першої світової війни, і Розетський камінь, разом з іншими пересувними цінними артефактами, перенесли в безпечне місце. Наступні два роки камінь провів на глибині 15 м на станції Лондонської поштової залізниці в Маунт-Плезант у районі Голборн. За винятком воєнного часу, Розетський камінь лише одного разу покидав Британський музей: на один місяць у жовтні 1972 року, щоб бути виставленим разом із листом Шампольйона в Луврі (Париж) на 150-річчя від моменту публікації цього листа. Навіть коли 1999 року проводили роботи з консервації Розетського каменя, це робили в галереї, щоб він залишався доступним для громадськості.

## Прочитання Розетського каменя
До того, як відкрили Розетський камінь і розшифрували на ньому написане, ніхто не розумів стародавню єгипетську мову та її писемність. Цю здатність втратили ще перед падінням Римської імперії. Ще наприкінці періоду фараонів вживання ієрогліфічної писемності ставало дедалі вузькоспеціалізованішим. Станом на IV століття нашої ери небагато єгиптян вміли їх читати. Написи на пам'ятниках архітектури перестали робити після того, як 391 року римський імператор Феодосій I закрив усі нехристиянські храми. Останній відомий напис, датований 24 серпня 394 року, розташований на острові Філи й знаний під назвою графіті Ісмет-Ахома. Останній демотичний текст, також з острова Філи, написано 452 року.
На відміну від грецької та римської абеток, ієрогліфи зберегли вигляд малюнків, і класичні автори наголошували на цьому аспекті. У 5-му столітті жрець Гораполлон написав Ієрогліфіку - тлумачення майже 200 гліфів. Його роботу вважали авторитетною, однак вона багато в чому заводила на манівці. Ця та інші роботи були незборимою перешкодою на шляху до розуміння єгипетської писемності. У 9-10-му століттях арабські історики в середньовічному Єгипті робили наступні спроби дешифрування. Зуль-Нуна аль-Міср та Ібн Вахшія були першими істориками, що вивчали ієрогліфи, порівнюючи їх з тогочасною коптською мовою, яку свого часу вживали коптські священики. Європейські вчені продовжили безплідні спроби дешифрувати ієрогліфи. Серед них Йоганнес Горопіус Беканус у 16 столітті, Атанасій Кірхер в 17-му, і Георг Соега у 18-му. Завдяки відкриттю Розетського каменя 1799 року з'явилася критично важлива інформація, якої якраз бракувало. Цю інформацію поступово розкрила низка науковців, і це зрештою дозволило Жанові-Франсуа Шампольйону розв'язати головоломку, яку Кірхер назвав загадкою Сфінкса.

### Грецький текст

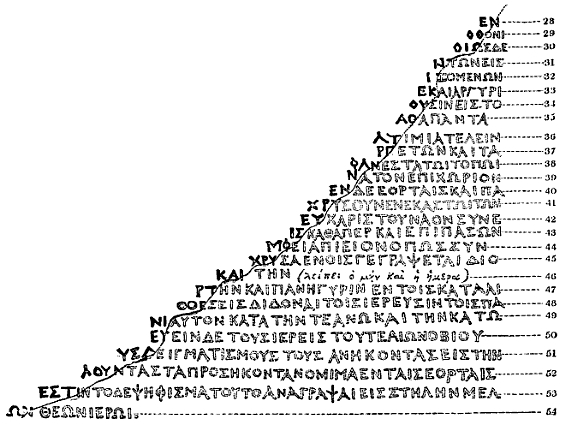
Реконструкція відсутнього грецького тексту, яку 1803 року запропонував Річард Порсон

Грецький текст на Розетському камені став відправною точкою. Науковці добре знали давньогрецьку мову, але не знали подробиць її вживання в елліністичний період як урядової мови в птолемейському Єгипті; значні відкриття грецьких папірусів відбудуться ще нескоро. Отож, найперші переклади грецького тексту на камені свідчать про те, що перекладачі все ще билися над історичним контекстом і адміністративним та релігійним жаргоном. У квітні 1802 року на зборах товариства старожитностей Стівен Вестон усно представив англійський переклад грецького тексту.
Тим часом, 1801 року дві літографічні копії, зроблені в Єгипті, потрапили до Інституту Франції в Парижі. Там бібліотекар і антиквар Габріель-де-ля-Порт-дю-Тей розпочав працювати над перекладом з грецької мови. Однак, практично відразу, за наказом Наполеона його направлено в інше місце, і він передав свою незавершену роботу колезі Юберові-Паскалю Амейлону. 1803 року Амейлон опублікував перші переклади грецького тексту, і латинською, і французькою мовою з метою їх максимального поширення[F]. У Кембриджі Річард Порсон намагався відтворити відсутній нижній правий кут грецького тексту. Він створив майстерну можливу реконструкцію, яку невдовзі поширювало Товариство антикварів разом зі своїми відбитками написів. Майже одночасно Крістіан Готтлоб Гейне в Геттінгені зробив новий латинський переклад грецького тексту, вперше опублікований 1803 року, який був точнішим, ніж переклад Амейлона[G]. Його передрукувало Товариство антикварів у спеціальному випуску журналу Archaeologia 1811 року, разом з раніше неопублікованим англомовним перекладом Вестона, розповіддю полковника Тернера та іншими документами[H].

### Демотичний текст
На час відкриття каменя шведський дипломат і науковець Йоган Давід Окерблад працював над маловідомим письмом, кілька взірців якого незадовго перед тим було знайдено в Єгипті, яке згодом стали називати демотичним. Він назвав його «коптським скорописом», бо був певен, що його застосовували для запису певного різновиду коптської мови (як прямого нащадка давньоєгипетської), утім воно мало небагато спільного з пізнішим коптським письмом. Французький сходознавець Антуан Ісаак Сильвестр де Сасі обговорював цю роботу з Окербладом, коли 1801 року міністр внутрішніх справ Франції Жан-Антуан Шапталь надіслав Сасі один з перших літографічних відбитків Розетського каменя. Сасі зрозумів, що середній текст на камені вирізьблений тим самим письмом. Разом з Окербладом вони взялися за роботу, зосередившись на середньому тексті і припустивши, що це письмо абеткове. Порівнюючи його з грецьким текстом, вони спробували визначити місця в цьому незрозумілому тексті, де могли траплятись грецькі імена. 1802 року Сильвестр де Сасі повідомив Чапталу, що він успішно визначив п'ять імен («Александрос», «Александрея», «Птолемайос», «Арсіное», а також птолемеєвий титул «Єпіфанес»)[C], а Окерблад опублікував абетку з 29 літер (понад половину з яких були правильними), які він розпізнав у грецьких іменах з демотичного тексту[D]. Втім, вони не змогли визначити решту символів у демотичному тексті, серед яких, як тепер відомо, окрім фонетичних, були ідеографічні та інші символи.

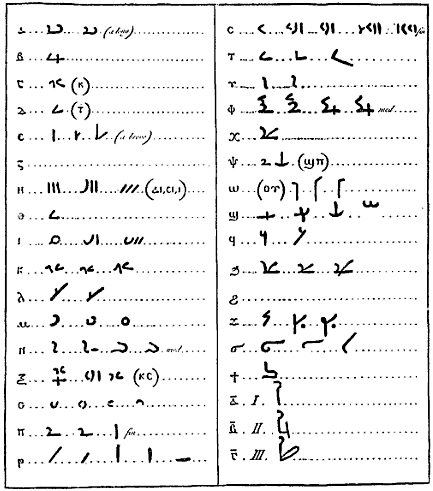
Таблиця Йогана Девіда Окерблада з зображенням демотичних фонетичних знаків та їх коптських еквівалентів (1802)
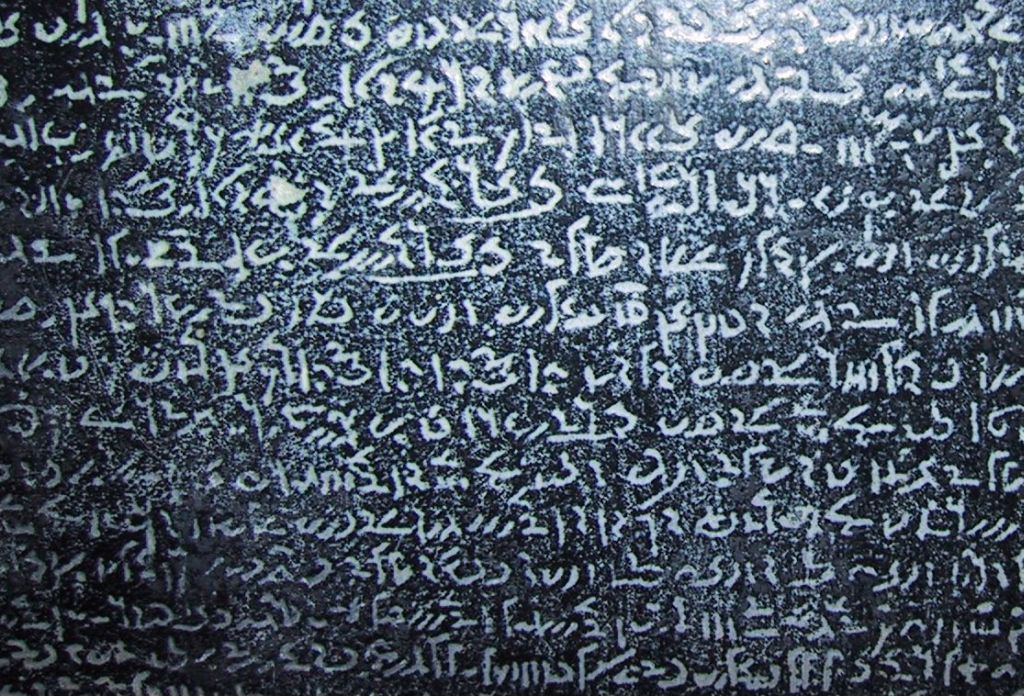
Копія демотичного тексту.

### Ієрогліфічний текст
Сильвестр де Сасі зрештою облишив працювати з каменем, втім він зробив інший внесок. 1811 року, після розмови з китайським студентом про китайську писемність, Сасі врахував припущення Георга Соеги від 1797 року, що чужоземні імена в єгипетському ієрогліфічному написі, можливо, написані фонетичними символами. Він також пригадав, що ще 1761 року Жан-Жак Бартелемі припустив, що в ієрогліфічних написах символи, обведені картушем, це власні імена. Тож, коли 1814 року Томас Юнг, іноземний секретар Лондонського королівського товариства, написав йому про камінь, Сильвестр де Сасі запропонував у відповідь, що, намагаючись прочитати ієрогліфічний текст, Юнгові слід шукати картуші, що можуть містити грецькі імена, і спробувати розпізнати в них фонетичні символи.
Зробивши так, Юнг отримав два результати, котрі проторували шлях до остаточного розшифрування. У ієрогліфічному тексті він розпізнав фонетичні символи «p t o l m e s» (у сучасній транслітерації «p t w l m y s»), якими було написано грецьке ім'я «Птолемайос». Він помітив також, що ці знаки схожі на відповідні символи демотичного письма. Далі він знайшов аж 80 подібностей між знаками ієрогліфічного та демотичного текстів на камені. Це було важливе відкриття, адже раніше вважали, що ці два письма не мають між собою нічого спільного. Завдяки цьому він дійшов правильного висновку, що демотичне письмо має не лише фонетичні символи, а й ідеографічні, що походять від ієрогліфів[I]. Нові висновки Юнга відіграли важливу роль у великій статті «Єгипет», яку він написав 1819 року для Енциклопедії Британіка[J]. Проте, йому не вдалося просунутись далі.
1814 року Юнг розпочав листування про камінь з Жаном-Франсуа Шампольйоном, гренобльським викладачем, автором наукової праці про Стародавній Єгипет. 1822 року Шампольйон бачив копії коротких ієрогліфічного та грецького написів на обеліску з острова Філи, де Джон Вільям Бенкс уже орієнтовно визначив імена «Птолемей» і «Клеопатра» обома мовами. Завдяки цьому Шампольйон визначив фонетичні символи k l e o p a t r a (тепер транслітерується як q l i҆ w p ꜣ d r ꜣ.t). На підставі цього та іноземних імен на Розетському камені, він швидко, до 14 вересня, склав абетку фонетичних ієрогліфічних знаків і 27 вересня публічно оголосив про це на лекції в Академії написів та красного письменства. В той самий день він надіслав секретареві цієї Академії Бону-Жозефу Дасьє свого знаменитого «Листа панові Дасьє», де докладніше описав своє відкриття[K]. У постскриптумі Шампольйон зазначає, що грецькі та єгипетські імена, як видається, містять схожі символи. Це припущення підтвердилося 1823 року, коли він визначив імена фараонів Рамсеса і Тутмоса, написані в картуші на археологічній ділянці Абу-Сімбел. Ці значно старіші ієрогліфічні написи скопіював був Бенкс, а Жан-Ніколя Уйо надіслав їх Шампольйону[M]. Відтоді історії Розетського каменя та дешифрування єгипетських ієрогліфів починають жити своїм окремим життям, адже, пишучи свою граматику давньоєгипетської мови і словник ієрогліфів, Шампольйон звертався і до багатьох інших текстів.

### Подальша праця

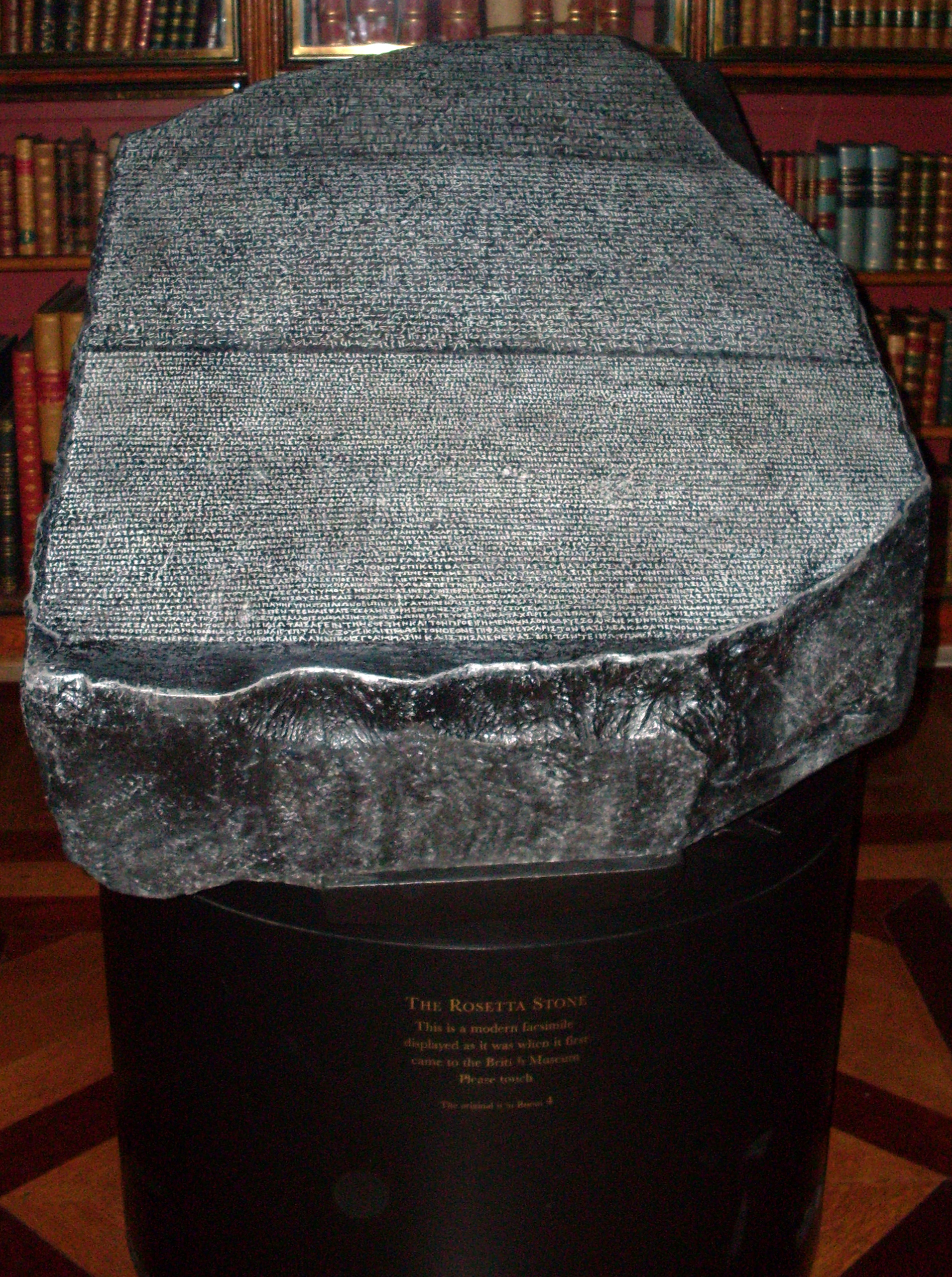
Копія Розетського каменя, з правом вільно торкатися, в тому вигляді, як виставлявся оригінал. Раніше тут була Королівська бібліотека Британського музею, а нині Галерея Просвітництва.

Праця з каменем тепер зосередилась на спробах повніше зрозуміти тексти та їх контексти шляхом порівняння трьох версій між собою. 1824 року спеціаліст з класичної філології Антуан Жан Летронн пообіцяв підготувати для Шампольйона новий буквальний переклад грецького тексту. Шампольйон натомість обіцяв проаналізувати всі місця, в яких ці три тексти, судячи з усього, різняться. Коли 1832 року Шампольйон раптово помер, то його чернетку з цим аналізом ніде не могли знайти, тож робота Летронна застопорилася. Коли 1838 року помер колишній учень і помічник Шампольйона Франсуа Сальволіні, то серед його паперів знайшовся цей аналіз та інші відсутні чернетки. Тоді виявилося, що власна публікація Сальволіні на тему каменя, опублікована 1837 року, була плагіатом[O]. Летронн, нарешті, зміг завершити свій коментар до грецького тексту і свій новий французький переклад, який з'явився 1841 року[P]. На початку 1850-х років німецькі єгиптологи Гайнріх Бруґш і Макс Ульманн опублікували виправлений латинський переклад, зроблений на основі демотичного та ієрогліфічного текстів[Q][R]. 1858 року з'явився перший англомовний переклад, виконаний трьома членами Філоматичного товариства Пенсільванського університету[S].
Питання про те, чи був один з трьох текстів стандартним варіантом, а два інші - його перекладами, залишається дискусійним. 1841 року Летронн спробував показати, що первісним був грецький варіант, складений єгипетським урядом під керуванням македонських Птолемеїв[P]. З-поміж нещодавніх авторів, Джон Рей твердив, що «ієрогліфи були найважливішим письмом на камені: їх мали читати боги, а також найученіші жерці». Філіп Дершен і Гайнц Йозеф Тіссен натомість твердили, що всі три версії складено одночасно, тоді як Стівен Квірк вбачає в указі «складне сплетіння трьох живих текстових традицій». Річард Паркінсон зазначає, що ієрогліфічна версія відхиляється від архаїчного формалізму й часом більше нагадує мову демотичної частини, яку жерці частіше вживали в повсякденному житті. Той факт, що три версії не збігаються слово в слово пояснює, чому дешифрувати його виявилося складніше, ніж спочатку очікували, особливо тим першим дослідникам, які сподівались знайти точний двомовний ключ до єгипетських ієрогліфів.

### Суперечка за першість

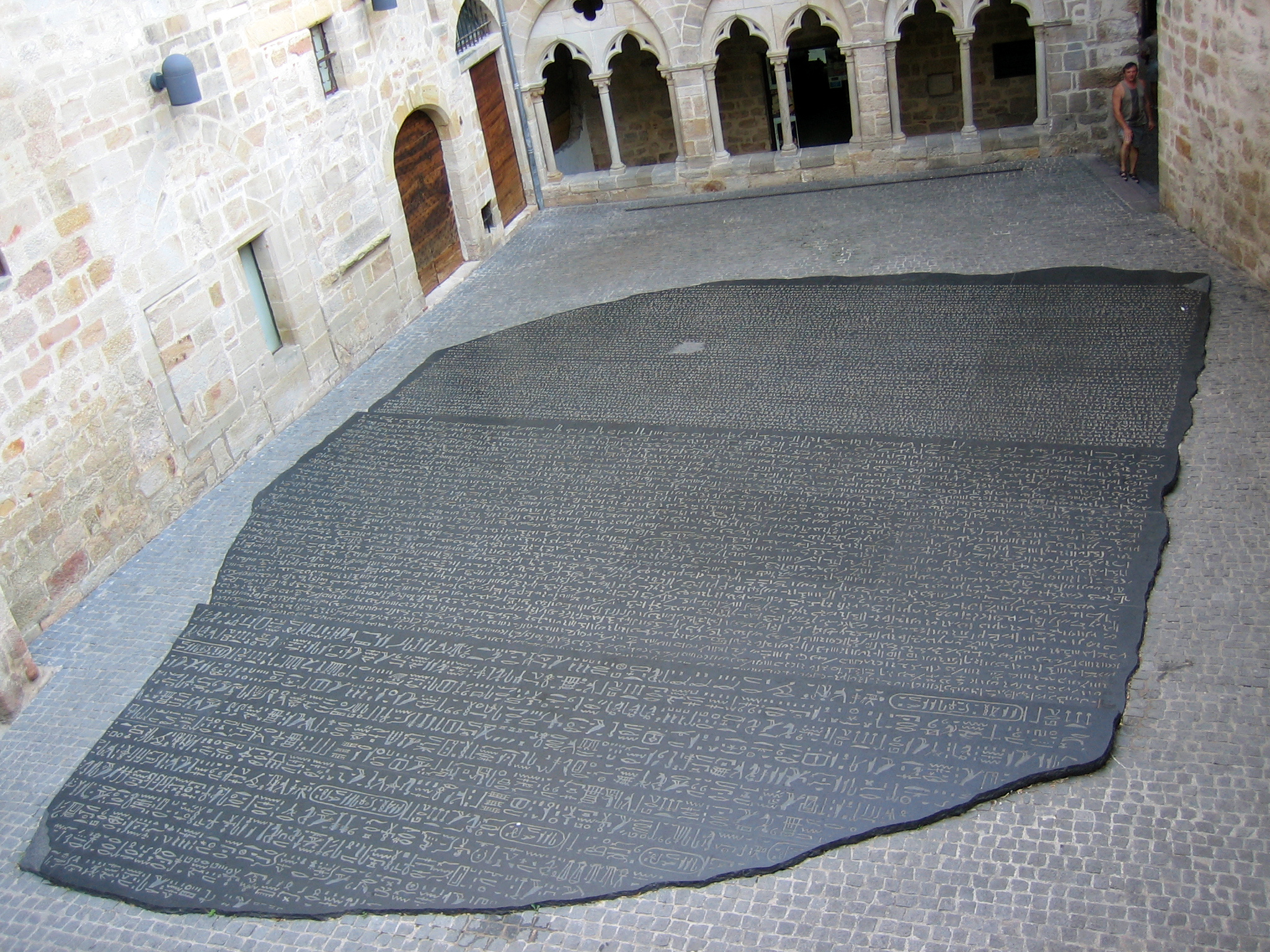
Гігантська копія Розетського каменя Джозефа Кошута у Фіжаку (Франція) де народився Жан-Франсуа Шампольйон

Навіть до афери Сальволіні, суперечки щодо пріоритету і плагіату змережували історію дешифрування. У своєму Lettre à M. Dacier 1822 року Шампольйон визнає працю Томаса Юнга, але, на думку британських критиків, не повністю. Наприклад, Джеймс Браун, редактор відділу енциклопедії Британіка (де 1819 року було опубліковано статтю Юнга), анонімно 1823 року написав низку оглядових статей в Edinburgh Review, у яких хвалив працю Юнга і твердив, що «недобросовісний» Шампольйон сплагіатив її. Ці статті переклав на французьку мову Юлій Клапрот і 1827 року вони вийшли як книга[N]. Власна публікація Юнга 1823 року підтвердила його внесок[L]. Ранні смерті Юнга (1829) і Шампольйона (1832) не поклали край цим суперечкам. У своїй авторитетній праці про камінь 1904 року куратор Британського музею Е. А. Волліс Бадж приділяє більше уваги внескові Юнга, ніж Шампольйона. На початку 1970-х років французькі відвідувачі скаржилися на те, що портрет Шампольйона меншого розміру, ніж портрет Юнга на сусідній панелі. Англійські відвідувачі скаржилися, що все навпаки. Насправді ж портрети були однакового розміру.

## Прохання про повернення каменя до Єгипту
Єгипет вперше попросив повернути Розетський камінь у липні 2003 року, на 250-річчя Британського музею. Захі Хавасс, тодішній голова єгипетської Вищої ради старожитностей, попросив повернути стелу до Єгипту, зазначивши, що це «ікона нашої єгипетської ідентичності». Він повторив пропозицію через два роки в Парижі, вказавши камінь серед кількох основних елементів, що належать до єгипетської культурної спадщини. У цей перелік також входять: культове погруддя Нефертіті в Єгипетському музеї Берліна; Піраміда Хеопса, статуя Хеміуну в музеї Ремера-Пеліцеуса в Гільдесгаймі (Німеччина); Дендерський храмовий зодіак у Луврі (Париж); і бюст Анхафа в Музеї витончених мистецтв (Бостон).
2005 року Британський музей подарував Єгипту повнорозмірну копію стели. Спочатку вона виставлялась в оновленому Рашидському національному музеї поблизу від того місця, де знайшли камінь. У листопаді 2005 року Хавасс попросив позичити Розетський камінь на три місяці, знову повторивши, що кінцевою метою є повернення назавжди. У грудні 2009 року він запропонував відмовитися від своєї вимоги про повернення назавжди, якщо Британський музей позичить Єгипту камінь на три місяці на відкриття Великого Єгипетського музею в Гізі у 2013 році. На ці вимоги йому відмовлено.

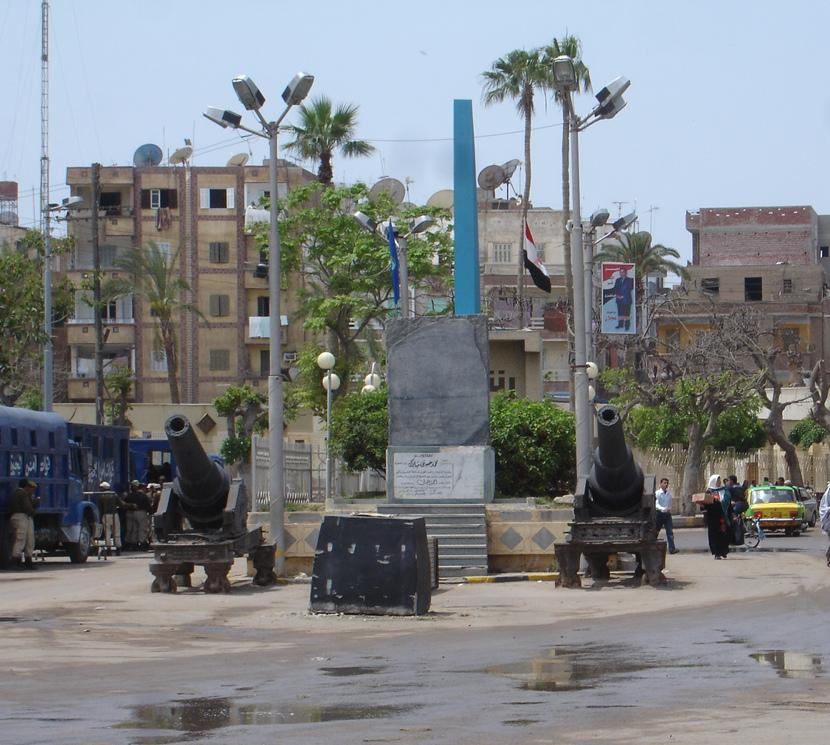
Копія Розетського каменя в Рашиді (Розетта), (Єгипет)

Як зауважив Джон Девід Рей: «може настати день, коли камінь вже пробуде в Британському музеї довше, ніж у Розетті». Національні музеї зазвичай різко виступають проти того, щоб повертати на батьківщину об'єкти міжнародного культурного значення, на кшталт Розетського каменя. У відповідь на неодноразові прохання Греції про повернення Мармуру Елгіна з Парфенона та аналогічні запити в інших музеях світу, 2002 року понад 30 провідних музеїв світу, зокрема Британський музей, Лувр, Пергамський музей у Берліні та Музей Метрополітен у Нью-Йорку — опублікували спільну заяву, оголосивши, що «набуті в минулому об'єкти слід розглядати у світлі відмінних чутливостей і цінностей, що віддзеркалюють ту попередню епоху» і що «музеї служать не лише громадянам однієї країни, а всім народам».

## Ідіоматичне вживання
Термін Розетський камінь вживають ідіоматично, щоб позначити важливий ключ у процесі розшифровки закодованої інформації, особливо коли маленьку, але репрезентативну вибірку визнають ключем до розуміння більшого цілого. Згідно з Оксфордським словником англійської мови, перше вживання терміна в переносному значенні з'явилося у виданні Британіки 1902 року, в статті про хімічний аналіз глюкози. Інший вжиток фрази трапляється в романі Герберта Уеллса 1933 року Форма прийдешнього, де головний герой знаходить рукопис, написаний скорописом, що дає ключ до розуміння додаткового фрагментарного матеріалу, накиданого звичайним письмом, і від руки, і на друкарській машинці.
Відтоді цей термін широко вживають в інших контекстах. Наприклад, Теодор Генш у своїй статті 1979 року в Scientific American про спектроскопію писав, що «спектр атома водню виявився розетським каменем сучасної фізики: щойно цю модель вдалося розшифрувати, багато чого іншого стало також зрозумілим». Повне розуміння ключового набору генів у людському лейкоцитарному антигені називали «Розетським каменем імунології». Квітучу рослину Гусимка звичайна називали «Розетським каменем цвітіння». Гамма-спалахи (GRB), відкриті в сукупності з надновою, називали розетським каменем для розуміння походження гамма-спалахів. Метод доплер-ехокардіографії називали розетським каменем для клініцистів, що намагаються зрозуміти складний процес, у якому лівий шлуночок у людському серці може заповнитись під час різних форм діастолічної дисфункції.
Цю назву стали також використовувати для різних форм перекладацького програмного забезпечення. Rosetta Stone — це бренд програмного забезпечення для вивчення мови, що належить американській компанії Rosetta Stone Ltd. «Rosetta» — це назва «спрощеного динамічного перекладача», який дозволяє додаткам, скомпільованим для процесорів PowerPC, працювати на комп'ютерах Apple, що використовують процесор x86. «Розетта» — інструмент онлайн-перекладу для локалізації програмного забезпечення, що розробляється і підтримується Canonical Ltd. в рамках проєкту Launchpad. Rosetta@home — це проєкт розподілених обчислень для передбачення структури білків виходячи з послідовності їх амінокислот (або переклад послідовності в структуру). Rosetta Project об'єднує навколо себе спеціалістів з іноземних мов та носіїв мови з метою розробки значущого дослідження і майже постійного архіву з 1500 мов з таким розрахунком, що він залишатиметься придатним від 2000 до 12000 року н. е. Європейське космічне агентство запустило космічний апарат Розетта для дослідження комети Чурюмова — Герасименко, сподіваючись, що визначення її складу допоможе зрозуміти походження Сонячної системи.

### Хронологія ранніх публікацій про Розетський камінь
1. ^ 1799: Courrier de l'Égypte no. 37 (29 Fructidor year 7, i.e. 1799) p. 3 Retrieved July 15, 2018
2. ^ 1802: "Domestic Occurrences: March 31st, 1802" in The Gentleman's Magazine vol. 72 part 1 p. 270 http://babel.hathitrust.org/cgi/pt?id%3Dmdp.39015027527129 Retrieved July 14, 2010]
3. ^ 1802: Silvestre de Sacy, Lettre au Citoyen Chaptal, Ministre de l'intérieur, Membre de l'Institut national des sciences et arts, etc: au sujet de l'inscription Égyptienne du monument trouvé à Rosette. Paris, 1802 Retrieved July 14, 2010
4. ^ 1802: Johan David Åkerblad, Lettre sur l'inscription Égyptienne de Rosette: adressée au citoyen Silvestre de Sacy, Professeur de langue arabe à l'École spéciale des langues orientales vivantes, etc.; Réponse du citoyen Silvestre de Sacy. Paris: L'imprimerie de la République, 1802
5. ^ 1803: "Has tabulas inscriptionem ... ad formam et modulum exemplaris inter spolia ex bello Aegyptiaco nuper reportati et in Museo Britannico asservati suo sumptu incidendas curavit Soc. Antiquar. Londin. A.D. MDCCCIII" in Vetusta Monumenta vol. 4 plates 5–7
6. ^ 1803: Hubert-Pascal Ameilhon, Éclaircissemens sur l'inscription grecque du monument trouvé à Rosette, contenant un décret des prêtres de l'Égypte en l'honneur de Ptolémée Épiphane, le cinquième des rois Ptolémées. Paris: Institut National, 1803 Retrieved July 14, 2010
7. ^ 1803: Chr. G. Heyne, "Commentatio in inscriptionem Graecam monumenti trinis insigniti titulis ex Aegypto Londinum apportati" in Commentationes Societatis Regiae Gottingensis vol. 15 (1800–1803) p. 260 ff.
8. ^ a b 1811: Matthew Raper, S. Weston et al., "Rosetta stone, brought to England in 1802: Account of, by Matt. Raper; with three versions: Greek, English translation by S. Weston, Latin translation by Prof. Heyne; with notes by Porson, Taylor, Combe, Weston and Heyne" in Archaeologia vol. 16 (1810–1812) pp. 208–263
9. ^ 1817: Thomas Young, "Remarks on the Ancient Egyptian Manuscripts with Translation of the Rosetta Inscription" in Archaeologia vol. 18 (1817) Retrieved July 14, 2010 (see pp. 1–15)
10. ^ 1819: Thomas Young, "Egypt" in Encyclopædia Britannica, supplement vol. 4 part 1 (Edinburgh: Chambers, 1819) Retrieved July 14, 2010 (see pp. 86–195)
11. ^ 1822: J.-F. Champollion, Lettre à M. Dacier relative à l'alphabet des hiéroglyphes phonétiques (Paris, 1822) At Gallica: Retrieved July 14, 2010 at French Wikisource
12. ^ 1823: Thomas Young, An account of some recent discoveries in hieroglyphical literature and Egyptian antiquities: including the author's original alphabet, as extended by Mr. Champollion, with a translation of five unpublished Greek and Egyptian manuscripts (London: John Murray, 1823) Retrieved July 14, 2010
13. ^ 1824: J.-F. Champollion, Précis du système hiéroglyphique des anciens Égyptiens. Paris, 1824 Online version at archive.org 2nd ed. (1828) At Gallica: Retrieved July 14, 2010
14. ^ 1827: James Browne, Aperçu sur les hiéroglyphes d'Égypte et les progrès faits jusqu'à présent dans leur déchiffrement (Paris, 1827; based on a series of articles in Edinburgh Review beginning with no. 55 (February 1823) pp. 188–197) Retrieved July 14, 2010
15. ^ 1837: François Salvolini, "Interprétation des hiéroglyphes: analyse de l'inscription de Rosette" in Revue des deux mondes vol. 10 (1937) At French Wikisource
16. ^ a b 1841: Antoine-Jean Letronne, Inscription grecque de Rosette. Texte et traduction littérale, accompagnée d'un commentaire critique, historique et archéologique. Paris, 1840 (issued in Carolus Müllerus, ed., Fragmenta historicorum Graecorum vol. 1 (Paris: Didot, 1841)) Retrieved July 14, 2010 (see end of volume)
17. ^ 1851: H. Brugsch, Inscriptio Rosettana hieroglyphica, vel, Interpretatio decreti Rosettani sacra lingua litterisque sacris veterum Aegyptiorum redactae partis ... accedunt glossarium Aegyptiaco-Coptico-Latinum atque IX tabulae lithographicae textum hieroglyphicum atque signa phonetica scripturae hieroglyphicae exhibentes. Berlin: Dümmler, 1851 Retrieved July 14, 2010
18. ^ 1853: Max Uhlemann, Inscriptionis Rosettanae hieroglyphicae decretum sacerdotale. Leipzig: Libraria Dykiana, 1853 Retrieved July 14, 2010
19. ^ 1858: Report of the committee appointed by the Philomathean Society of the University of Pennsylvania to translate the inscription on the Rosetta stone. Philadelphia, 1858